# Moraga
Moraga è una città statunitense nella contea di Contra Costa, nello stato della California.